# Urda de Sus
Urda de Sus – wieś w Rumunii, w okręgu Gorj, w gminie Stoina. W 2011 roku liczyła 373 mieszkańców.